# Trichotria tetractis
Trichotria tetractis är en hjuldjursart som först beskrevs av Ehrenberg 1830.  Trichotria tetractis ingår i släktet Trichotria och familjen Trichotriidae. Arten är reproducerande i Sverige.

## Underarter
Arten delas in i följande underarter:
- T. t. caudata
- T. t. similis
- T. t. strumosa
- T. t. tetractis